# Al Anderson
Al Anderson (Nascido Albert Anderson, 12 de agosto de 1950, New York) é um guitarrista e Compositor Americano.
Estudou Baixo no Berklee College of Music. Juntou-se a banda The Centurions, quando ganhou a atenção de Chris Wood da banda Traffic, foi convidado por ele para tocar para a banda no seu próximo álbum . Porém o trabalho nunca foi realizado, fazendo com que Al ingressasse no The Wailers, que na época fazia parte da Island Records.
O seu primeiro trabalho junto os Wailers foi o CD Natty Dread, depois gravou com a banda Live! em 1976, com Peter Tosh gravou o álbum  Legalize It e Equal Rights.
Excursionou com os Wailers e Bob Marley nos seguintes países:
- Junho a Julho de 1975: Natty Dread Tour (USA, Canadá e Inglaterra).
- Maio a Agosto de 1978: Kaya Tour (USA, Canadá, Inglaterra, França, Espanha, Suécia, Dinamarca, Noruega e Bélgica).
- Abril a Maio de 1979: Babylon by Bus Tour (Japão, Nova Zelândia, Austrália).
- Outubro a Dezembro de 1979: Survival Tour (USA, Canadá, Trinidad e Tobago, Bahamas).
- Maio a Setembro de 1980: Uprising Tour (Suíça, Alemanha, França, Noruega, Suécia, Dinamarca, Bélgica, Itália, Espanha, Irlanda, Inglaterra, Escócia e Estados Unidos).